# 斑點真羽花介
斑點真羽花介（学名：Eucytherura maculata）为尾花介科真羽花介屬下的一个种。其种加词“maculata”意为“有斑点的”。